# Tvrtka
 Ovo je glavno značenje pojma Tvrtka. Za film pogledajte Tvrtka (1993.).
Tvrtka je naziv pod kojim posluje trgovačko društvo. Tvrtka mora sadržavati naziv (ime), naznaku predmeta poslovanja te punu riječ ili skraćenicu vrste trgovačkog društva (d.d., d.o.o., j.t.d i sl.), tvrtki trgovačkog društva koje je u stečaju ili u likvidaciji dodaje se oznaka "u stečaju" ili "u likvidaciji", te se tako upisuje u sudski registar. Može biti i skraćena, koja ne sadrži naznaku predmeta poslovanja.
Tvrtka je također i ime pod kojim posluje obrt. Kada se radi o obrtu tvrtka sadrži naziv obrta, oznaku obrta, ime i prezime obrtnika i sjedište, a može sadržavati i posebne oznake. Tvrtka se mora istaknuti na ulazu u sjedište obrta i izdvojene pogone u kojima se obavlja obrt ili na mjestu gdje se obrt obavlja, ako se radi o obrtima za koje nije potreban prostor.